# Friedrich Tobler
Friedrich Tobler (* 1. Oktober 1879 in Berlin; † 11. Mai 1957 in Trogen AR (Schweiz)) war ein schweizstämmiger, deutscher Botaniker, Lichenologe und Hochschullehrer an der TH Dresden. Sein botanisch-mykologisches Autorenkürzel lautet „Tobler“.

## Leben
Der Sohn des aus der Schweiz stammenden Berliner Romanisten Adolf Tobler studierte Naturwissenschaften in Heidelberg, Leipzig sowie bei Simon Schwendener in Berlin, wo 1901 die Promotion erfolgte. Er habilitierte sich 1905 in Münster und wurde 1911 dort ao. Professor bis 1920. Am Ersten Weltkrieg nahm er als Offizier teil und wurde mit dem Eisernen Kreuz ausgezeichnet. Ebenfalls war er dem militärischen Dienst des Auswärtigen Amts zugeteilt. Seine Aufgabe bestand in der Beobachtung und Beeinflussung der Basler Presse.
Danach übernahm er das Forschungsinstitut Sorau (Bastfasern) der deutschen Leinenindustrie. 1924 wurde zum ordentlichen Professor für Botanik an die Technische Hochschule Dresden berufen. Gleichzeitig übernahm er die Leitung des Botanischen Gartens in Dresden von Oscar Drude.
Seit 1932 war er Mitglied der Leopoldina.
Beim Luftangriff auf Dresden am 13. Februar 1945 verlor er die Dienstwohnung auf dem Botanischen Garten sowie Teile seiner umfangreichen Sammlungen.
Tobler war Mitglied im Stahlhelm, Bund der Frontsoldaten und im Juniklub. Außerdem war er jahrelang Vorsitzender des Nationalen Klubs von Sachsen und von 1932 bis 1936 Vorsitzender der Abteilung Dresden der Deutschen Kolonialgesellschaft bzw. des Reichskolonialbundes. Im November 1933 unterzeichnete er das Bekenntnis der deutschen Professoren zu Adolf Hitler.
Tobler war mit der jüdischen Biologin Dr. Gertrud Tobler-Wolff (geb. Gertrud Wolff, 1877–1948; Diss. Berlin 1905; Heirat 1907) verheiratet und sollte wiederholt aus rassistischen Gründen aus seiner Stellung entfernt werden. Andererseits war er aber Schweizer und wegen seiner Forschungen für die deutsche Kriegswirtschaft wichtig. Erst zwei Monate vor Kriegsende gelang es dem sächsischen Gauleiter Martin Mutschmann, Tobler aus dem Dienst zu entfernen.
1946 zog er in die Schweiz. Er arbeitete dort als wissenschaftlicher Mitarbeiter an der Handelshochschule in Zürich und am Materialprüfungsamt St. Gallen.
Seine speziellen Gebiete waren Meeresalgen, Flechten und Faserstoffe. Er bereiste Ost- und Südafrika, die Türkei und Südamerika, teilweise zusammen mit seiner Frau. Er begründete die Zeitschrift „Faserforschung“. Von kriegswichtiger Bedeutung war die Suche nach Textilersatzstoffen.

## Schriften
- Die Flechten: Eine Einführung in ihre allgemeine Kenntnis. Auf Grund neuerer Forschungen u. kritisch dargestellt, Jena 1934
- Deutsche Faserpflanzen und Pflanzenfasern, Lehmanns, München-Berlin 1938
- Koloniale Nutzpflanzen, Hirzel, Leipzig 1942
- mit Gertrud Tobler-Wolff:  Mikroskopische Untersuchung pflanzlicher Faserstoffe, Hirzel, 2. Aufl. 1951 (zuerst 1912)